# Agrostis nivalis
Agrostis nivalis é uma espécie de gramínea do gênero Agrostis, pertencente à família Poaceae.